# 亞歷山德里夫卡 (多林西克市鎮)

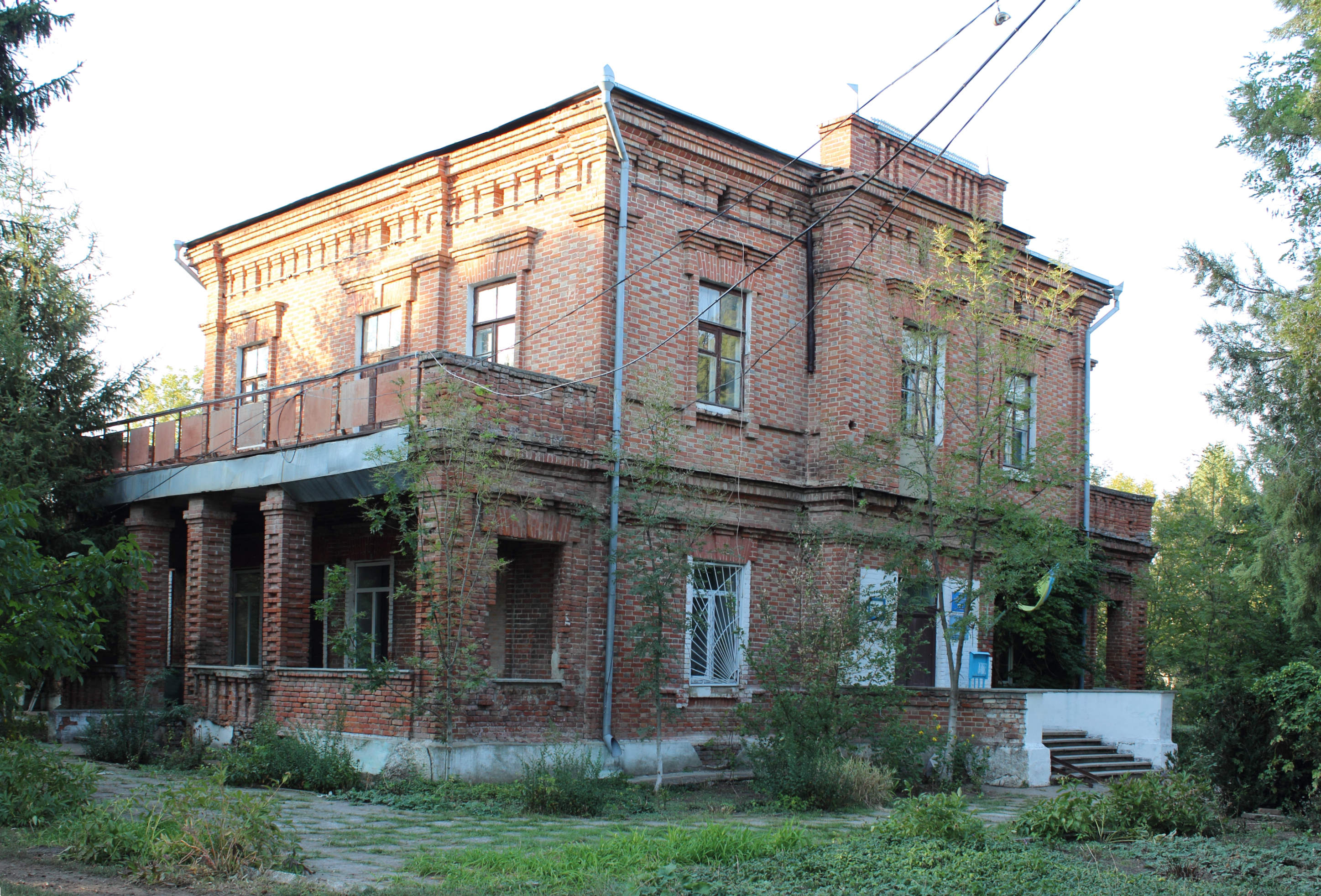

47°29′20″N 30°2′58″E / 47.48889°N 30.04944°E
亞歷山德里夫卡（烏克蘭語：Олександрівка）是位於烏克蘭西南部的村莊，由敖德萨州波季利斯克区的多林斯凱市鎮負責管轄。該村始建於1924年，面積1.5平方公里，海拔高度68米，2001年人口422，人口密度每平方公里281.33人。